# Electra devinensis
Electra devinensis är en mossdjursart som först beskrevs av Robertson 1921.  Electra devinensis ingår i släktet Electra och familjen Electridae. Inga underarter finns listade i Catalogue of Life.